# Danskernes Digitale Bibliotek
Danskernes digitale bibliotek (DDB) er et samarbejde mellem Kommunernes Landsforening (KL) og Kulturministeriet.
Samarbejdet skal styrke bibliotekernes digitale profile og formidling af elektroniske medier såsom e-bøger og netbaserede materialer på digitale platforme.
DDB er et selvstændigt sekretariat forankret i Slots- og Kulturstyrelsen
Målet for DDB er at skabe en fælles platform for bibliotekernes digitale udbud, samt at hjælpe bibliotekerne med at skab nye tilbud til brugerne.
Det sker ved vedligehold og udbygning af den nationale biblioteks IT-infrastruktur - Fælles databasesystemer, fælles licensstyring på e-bøger og database adgange (for folkebiblioteker),
strategier og udvikling for bibliotekernes formidling, opsamling og bearbejdning af statistik for biblioteksområdet.
Samt støtte lokal udvikling på folkebiblioteksområdet gennem en række pulje projekter

## Reorganisering i 2020
1. januar 2020 blev en del af DDBs opgaver vedrørende det samlede biblioteksområde flyttet til KOMBIT, Kommunernes IT-fællesskab.
Kommunernes Landsforening og Kulturministeriet nedsatte en arbejdsgruppe med repræsentation fra folkebibliotekerne, der skulle udvikle fremtidsscenarier for DDB. Dette har ført til, at DDB nedlægges i sin tidligere form, og at opgaverne i stedet varetages af en ny forening etableret af folkebibliotekerne. 